# Mention honorifique
 (août 2009).
Si vous disposez d'ouvrages ou d'articles de référence ou si vous connaissez des sites web de qualité traitant du thème abordé ici, merci de compléter l'article en donnant les références utiles à sa vérifiabilité et en les liant à la section « Notes et références ».
Une mention honorifique est une distinction associée à un diplôme universitaire, qui est donnée en latin (cum laude) dans un certain nombre de pays et d'universités.

## Institutions décernant des mentions en latin
Dans certaines universités, particulièrement aux États-Unis, mais aussi dans certains pays tels que la Suisse, la Belgique, l'Italie ou l'Allemagne, l'Espagne, les universités pontificales, ou encore dans des établissements français, les distinctions de diplômes tels que les baccalauréat, maîtrise ou doctorat ou leurs équivalents sont données en latin[réf. nécessaire]. 

## Docteurhonoris causa
Il existe l'expression honoris causa (« pour l'honneur ») qui est utilisée pour un titre de docteur donné à titre honorifique[réf. nécessaire].

## États-Unis
Trois niveaux de mentions existent aux États-Unis.
Cum laude est la troisième plus haute mention pouvant être obtenue (« avec louange »). Elle peut se traduire par « avec distinction » en français. En fonction de l'institution, elle est décernée aux 20 % à 30 % premiers de la promotion. Ce nombre peut tomber à 10 % pour les diplômes de doctorat.
Magna cum laude est la seconde plus haute mention pouvant être obtenue (« avec grande louange »). Elle peut se traduire par « mention très bien » en français. En fonction de l'institution, elle est décernée aux 5 % à 15 % premiers de la promotion. 
Summa cum laude est la mention la plus élevée qui puisse être obtenue. Elle signifie littéralement « avec les plus grands honneurs », et peut se traduire par « mention très honorable » en français. En fonction de l'institution, elle est décernée aux 1 % à 5 % premiers de la promotion, voire uniquement de façon exceptionnelle.

## France
Par le passé, quatre mentions pouvaient être décernées en cas de réussite du doctorat : « passable », « honorable », « très honorable » et « très honorable avec félicitations du jury ». 
Entre 2006 et 2016, un décret donnait la possibilité d'indiquer une mention sur le rapport de soutenance de doctorat : « honorable », « très honorable » et « très honorable avec félicitations »,. 
Depuis un arrêté du 25 mai 2016, les mentions honorifiques associées au diplôme de docteur sont supprimées du rapport de soutenance, lequel ne mentionne plus que l'admission ou l'ajournement ainsi que les commentaires du jury,.
Par ailleurs, l'université Paris 1 Panthéon-Sorbonne définit plus strictement ses propres mentions pour ses étudiants :
- « summa cum laude / très bien »
un niveau vraiment exceptionnel, cas rare ;
- « magna cum laude / bien »
habituellement les meilleurs 2 à 3 % d'une classe ; certaines années, jusqu'à 5 % ;
- « assez bien » pour les 10 % suivants.